# Vapriikki
Het Vapriikki is een groot museumcomplex in de Finse stad Tampere. Het gebouw dateert uit de 19e eeuw en was toen nog een grote ijzerfabriek. Het gebouw opende in 1996 zijn deuren voor publiek maar functioneerde pas in 2000 als een volledig museum.

## Musea
In het gebouw bevinden zich meerdere musea. Deze zijn:
- Natuurhistorisch museum van Tampere
- Rupriikki media museum
- Finse Hockey Hall of Fame
- Postmuseum
- Minerallenmuseum
- Poppenmuseum
- Fins museum voor computerspellen